# SAIMAN
Автономная компания машиностроительного производства военно-морской авиации (итал. Società Anonima Industrie Meccaniche Aeronautiche Navali или сокращённо SAIMAN) —
итальянская авиастроительная компания, существовавшая в 1930-40-е годы XX века, известная своими учебно-тренировочными и спортивно-туристическими самолётами марки Saiman.

## История
Автономная компания машиностроительного производства военно-морской авиации или сокращённо SAIMAN была основана в 1929 году (по другим данным в 1934 году) со штаб-квартирой в Риме и производственными площадями в гидроаэропорту имени Карло Дель Прете в Лидо ди Рома. Контрольный пакет акций компании принадлежал другому, куда более известному во всём мире, итальянскому авиастроителю Caproni.
Первоначально компания занималась ремонтом и обслуживанием гидропланов и корабельной техники, однако с приходом авиаконструктора Марио Боттини началось производство легких одномоторных самолётов получивших марку Saiman. Большинство из них были либо в личном владении, либо в гражданских лётных школах. Некоторые, в частности такие модели как Saiman 200 и 202 с началом Второй мировой войны были приняты на вооружение Королевских ВВС Италии, где служили в качестве учебно-тренировочных и связных машин.

## Модели самолётов
- Saiman C.4
- Saiman 200
- Saiman 202
- Saiman 204
- Saiman 205
- Saiman 208
- Saiman 303